# Rathaus Steglitz (metrostation)
Rathaus Steglitz is een station van de metro van Berlijn dat werd geopend in 1974.
De U9, vroeger lijn G, is de enige Berlijnse metrolijn die volledig na de Tweede Wereldoorlog gebouwd werd. De lijn kwam in gebruik vanaf 1961 en verliep geheel over West-Berlijns grondgebied. De deling van de stad was dan ook een van de voornaamste redenen voor de aanleg van de lijn, die buitenwijken in het noorden en het zuiden met het nieuwe West-Berlijnse centrum rond Bahnhof Zoo en de Kurfürstendamm ging verbinden. In 1971 bereikte lijn 9 de Walther-Schreiber-Platz in Friedenau; reeds twee jaar eerder was men begonnen aan de verlenging van de lijn tot in het centrum van Steglitz. Dit meest zuidelijke deel van de lijn volgt de Schloßstraße en werd aangelegd op twee niveaus met elk twee sporen. Later zou de geplande lijn 10 namelijk parallel aan lijn 9 verlopen tussen de Walther-Schreiber-Platz en Rathaus Steglitz.
De boven elkaar gelegen tunnels onder de smalle Schloßstraße werden niet naar lijn, maar naar rijrichting ingedeeld: treinen van beide lijnen in noordelijke richting boven, in de zuidelijke richting beneden. In station Schloßstraße zou men cross-platform tussen beide lijnen kunnen overstappen. Vlak voor het eindpunt Rathaus Steglitz zouden beide lijnen weer splitsen, om vervolgens ieder een eigen station te krijgen. Deze stations vormen ten opzichte van elkaar een omgekeerde V en bevinden zich eveneens op twee niveaus. Het westelijke, dieper gelegen station heeft een eilandperron en zou aangedaan worden door lijn 10, terwijl het oostelijke niveau, uitgerust met twee zijperrons, bestemd was voor lijn 9, die in een later stadium verlengd zou worden richting Lankwitz. Vanwege de dubbel aangelegde tunnels vielen de kosten van de verlenging van lijn 9 met 78.125.000 mark bijzonder hoog uit. De U10 zou er echter nooit komen en het geprojecteerde tracé van de wel nog geplande lijn is inmiddels gewijzigd, zodat hij Steglitz niet zal aandoen.

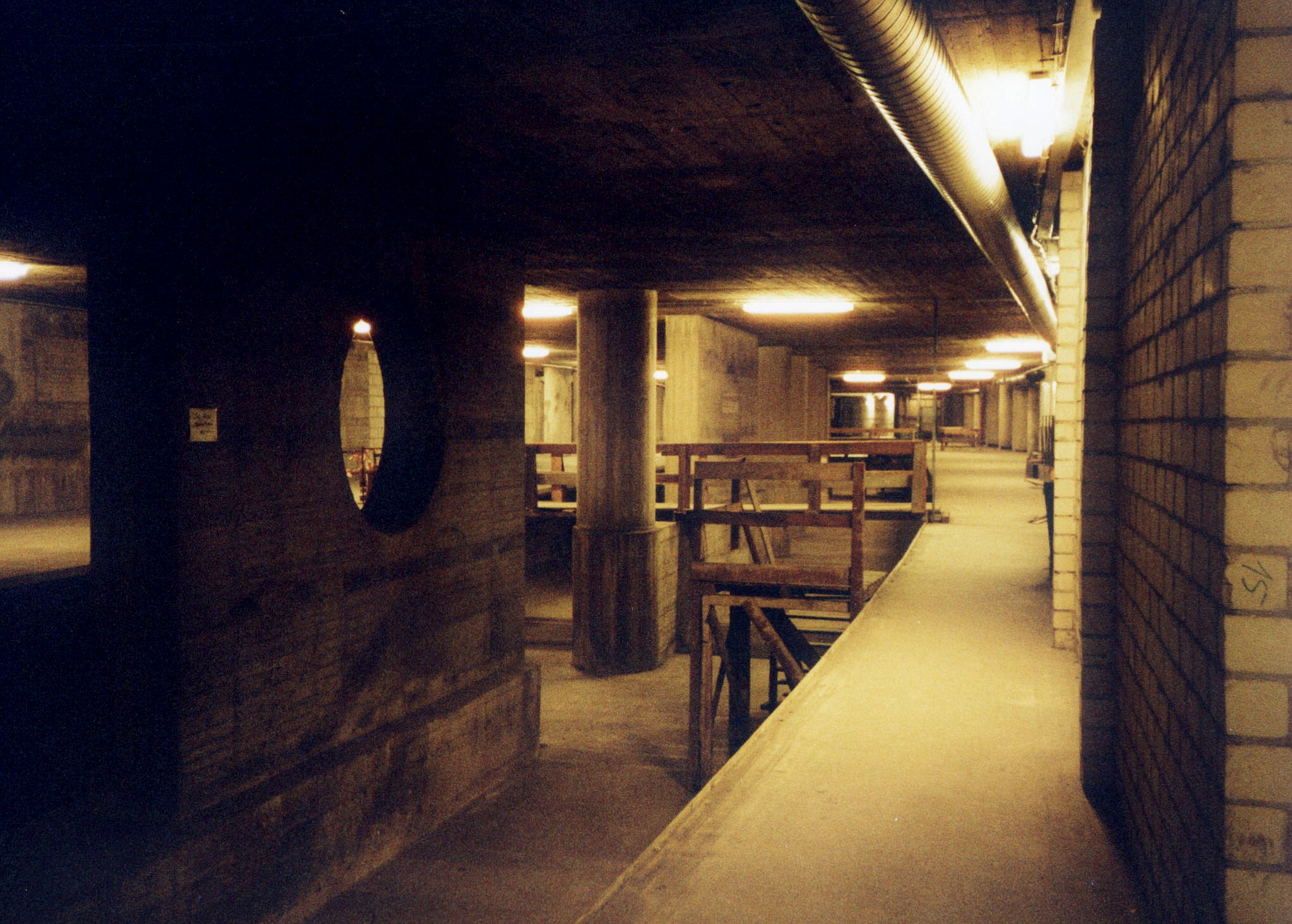
Het onvoltooide en ongebruikte niveau dat eigenlijk voor de U9 bestemd was

Op 30 september 1974 werd het 1,2 kilometer lange nieuwe traject Walther-Schreiber-Platz – Rathaus Steglitz geopend. In station Schloßstraße werden beide niveaus daadwerkelijk in gebruik genomen, zij het elk met slechts één spoor. In het eindpunt Rathaus Steglitz werden de sporen naar het eigenlijk voor de U10 bedoelde niveau -2 geleid. Het in ruwbouw voltooide oostelijke station op niveau -1, dat eigenlijk voor de U9 bestemd was, bleef ongebruikt. Met het oog op een verlenging van de lijn naar Lankwitz ligt deze oplossing niet voor de hand, aangezien de tunnel hiervoor naar het oosten moet afbuigen. Men koos dan ook niet vanwege exploitatiegemak, maar om politieke redenen voor deze spoorindeling. Als men de U9 aan de oostelijke perrons van station Rathaus Steglitz had laten eindigen, zouden de keersporen achter het station namelijk het tracé van de door de Oost-Duitse spoorwegen bedreven S-Bahnlijn hebben moeten kruisen. De Deutsche Reichsbahn gaf echter geen toestemming voor de aanleg van een tunnel onder haar emplacement. Een tweede nadeel van het gebruik van de westelijke perronhal is de grotere afstand tot het gelijknamige S-Bahnstation, dat overstappers alleen via een lange voetgangerstunnel onder de Steglitzer Kreisel kunnen bereiken. In de jaren zeventig werd de S-Bahn in West-Berlijn echter op grote schaal geboycot, waardoor overstapmogelijkheden tussen metro en S-Bahn geen prioriteit hadden (in sommige andere stations werd zelfs helemaal geen verbinding gecreëerd).
Station Rathaus Steglitz werd zoals de meeste andere naoorlogse Berlijnse metrostations ontworpen door Rainer Rümmler en weerspiegelt de typische jarenzeventigstijl. Net als in het (eveneens door Rümmler ontworpen) station Nauener Platz zijn de wanden afgewerkt met verticaal geplaatste witte panelen, afgewisseld met grote donkere vlakken waarin de stationsnaam geschreven is, en hebben de zuilen op het perron een bekleding van aluminium, destijds een populair materiaal bij de inrichting van de Berlijnse metrostations. De aan het dak opgehangen verlichtingsconstructie is gedecoreerd met ronde gele schijven.
Via roltrappen, vaste trappen of een lift bereikt men een tussenverdieping, die vanwege de ooit geplande functie van Rathaus Steglitz als overstapstation zeer groot is uitgevoerd. Van hieruit leiden uitgangen naar de kruising Grunewaldstrase/Schloßstraße, een in de Steglitzer Kreisel geïntegreerd busstation en het station van de S-Bahn. Net als op het perron is het plafond van de tussenverdieping afgewerkt met ronde gele elementen, die hier echter hol zijn en deels lampen bevatten. Het belangrijkste decoratieve element in de stationshal is de sculptuur Höllenhund van Waldemar Grzimek, die de hellehond Cerberus uitbeeldt.